# Watermelon Man
Watermelon Man ist eine von dem Jazz-Pianisten Herbie Hancock erstmals 1962 auf dem Album Takin’ Off veröffentlichte Komposition. Watermelon Man gehört zu den beliebtesten Jazzstandards und wird häufig bei Jamsessions gespielt, weil er, obwohl 16-taktig, der dreistufigen Bluesform ähnelt. Gloria Lynne schrieb 1964 einen Text zu dem Song.
Watermelon Man war zunächst 1963 ein Hit für Mongo Santamaría; der Kubaner erreichte damit Platz 10 der US-Popcharts. Die Komposition wurde 1973 auf Hancocks Bestseller Head Hunters in moderner und sechsminütiger Form im Funk-/Fusionstil neu eingespielt.

## Die Komposition
Die gewählte 16-taktige Bluesform hat sich aus dem Worksong entwickelt, genauer aus dem Street Call. Diese Street Calls gehören zu den sog. Hollers, weil sie mit einem langgezogenen Oh- oder Ah-Ruf beginnen. Zunächst handelte es sich um die gesungenen Ausrufe von Straßenverkäufern: Das langgezogene Oh sollte potenzielle Kunden aufmerksam machen; dann folgte eine Anpreisung der gehandelten Ware, am Ende die Aufforderung zum Kauf. Genau nach diesem Schema ist Watermelon Man strukturiert. Hancock bedient sich dabei der Liedform AA'BB'.
Hancock erzählt über die Entstehung des Stückes, dass die Melodie vom Ausruf eines Wassermelonenverkäufers stamme, den er in seiner Jugend gehört habe: „Als ich über meine Kindheit nachdachte, erinnerte ich mich an den Ruf des Wassermelonenmannes, der seine Runden in den kleineren Straßen und Gassen der Chicagoer Südstadt drehte.“
Wassermelonenverkäufer waren zu der Zeit eine typische schwarzamerikanische Lebenserscheinung und somit hat das Stück Bezüge zu den Wurzeln der afroamerikanischen Kultur, obwohl Herbie Hancock aus wohlhabenderen und gebildeteren Kreisen stammt: „Ich wurde in Chicago 1940 geboren, meine Eltern waren keine professionellen Musiker, aber mein Vater war ein Badewannensänger und meine Mutter klimperte auf dem Klavier. Mich interessierte Musik immer schon als junges Kind und ich fing mit dem Musikunterricht mit sieben Jahren an. Vier Jahre später trat ich mit dem Chicago Symphony Orchestra auf.“ Musikalisch traf er mit Watermelon Man genau den schwarzamerikanischen Musikgeschmack. Freddie Hubbard spielt ein sehr gut nachvollziehbares Bebop- oder Hardbopsolo mit seinem schönen Trompetenton und Dexter Gordon spielt ein genial simples Solo, das direkt an einen Wassermelonenverkäufer erinnert, der seinen Ruf variiert. Hancock selbst spielt nur ein kurzes Solo mit gospelartigen Einwürfen.

## Form
Die Melodie des Rufes wird auf der Tonika begonnen, dann auf der Subdominante wiederholt und mit einem diatonisch geführten dominantischen Muster beendet. Die harmonische Form des Stücks ist ein erweiterter Blues. Das Begleitmuster der Tonika und Subdominante, das den Charakter des Stückes prägt, bewegt sich diatonisch und nutzt Hammerings. Der dominantische Teil steuert die Dominante und Subdominante durch einen chromatischen oberen Nebenton durchgangsartig an und verwendet eine Stimmführung mit Akkordnonen. Für den Erfolg waren die starke gospel- und funkartige Stimmung und Rhythmik des Stückes ausschlaggebend.

## Personal
- Tonmeister: Rudy Van Gelder
- Produzent: Alfred Lion
- Fotografie: Francis Wolff
- Cover-Design: Reid Miles
- Begleittext: Leonard Feather

## Weitere Bedeutungen
Unter dem Namen Watermelon Man existiert ein Cocktail auf Wodka-Basis.